# Liem Tjeng Kiang
Liem Tjeng Kiang  (* um 1935) ist ein ehemaliger indonesischer Badmintonspieler.
Kiang stand bei den Asienspielen 1962 im Finale des Herrendoppels. Mit Tan Joe Hok verlor er jedoch das Endspiel gegen die malaysische Paarung Tan Yee Khan und Ng Boon Bee in heimischer Halle vor 10000 Zuschauern äußerst knapp mit 13:15 und 17:18. 
Auch bei den Asienmeisterschaften im April 1962 war Malaysia im Endspiel des Turniers für Männermannschaften eine Nummer zu groß für die Indonesier, Indonesien verlor glatt mit 0:5. Liem Tjeng Kiang unterlag dabei in seinem Einzel gegen Billy Ng in einem 30-minütigen Zweisatzkampf deutlich mit 11:15 und 9:15. Auch sein zweites, mittlerweile aber wegen der schon feststehenden Mannschaftsniederlage bedeutungsloses Einzel verlor er gegen Teh Kew San vor 12000 Zuschauern, der größten Kulisse bis dato bei einem Badmintonwettkampf in Malaysia, mit 8:15 und 3:15. Im Halbfinale zuvor hatte Kiang mit einem 15:12- und 18:13-Sieg in einem 33-Minuten-Match gegen Somsook Boonyasukhanonda zum Weiterkommen über Thailand beigetragen. Seine erste Partie hatte er jedoch gegen Sangob Rattanusorn mit 5:15 und 8:15 verloren. Im Einzelwettbewerb der Asienmeisterschaften scheiterten Liem Tjeng Kiang und Tjap Han Tiong im Halbfinale einmal mehr an einem malaysischen Gegner. Sie unterlagen Teh Kew San und Lim Say Hup klar nach nur 19 Minuten in zwei Sätzen mit 5:15 und 4:14 und wurden damit Dritte.